# Allenichthys glauerti
Allenichthys glauerti är en fiskart som först beskrevs av Whitley, 1944.  Allenichthys glauerti ingår i släktet Allenichthys och familjen Antennariidae. Inga underarter finns listade i Catalogue of Life.